# The Seniors Masters
Il Seniors Masters è un torneo del World Seniors Tour di snooker, che si è disputato tra il 2018 e il 2019 a Sheffield, in Inghilterra.

## Albo d'oro
| Edizione      | Vincitore      | Finalista        | Risultato     | Stagione              | Città     | Impianto         | Note  |
| ------------- | -------------- | ---------------- | ------------- | --------------------- | --------- | ---------------- | ----- |
| 2018          | Cliff Thorburn | Johnathan Bagley | 2 - 1         | 2017-2018             | Sheffield | Crucible Theatre | [ 1 ] |
| 2019          | Joe Johnson    | Barry Pinches    | 2 - 1         | 2018-2019             | Sheffield | Crucible Theatre | [ 2 ] |
| Non disputato | Non disputato  | Non disputato    | Non disputato | 2019-2020 - 2020-2021 |           |                  |       |
| 2022          |                |                  |               | 2021-2022             | Londra    | Alexandra Palace |       |

## Statistiche

### Finalisti
| N° | Giocatore        | Vittorie | Finali perse | Totale |
| -- | ---------------- | -------- | ------------ | ------ |
| 1  | Cliff Thorburn   | 1        | 0            | 1      |
| 2  | Joe Johnson      | 1        | 0            | 1      |
| 3  | Johnathan Bagley | 0        | 1            | 1      |
| 4  | Barry Pinches    | 0        | 1            | 1      |

### Finalisti per nazione
| N° | Nazione     | Vittorie | Finali perse | Totale |
| -- | ----------- | -------- | ------------ | ------ |
| 1  | Inghilterra | 1        | 2            | 3      |
| 2  | Canada      | 1        | 0            | 1      |

- Vincitore più giovane: Joe Johnson (67 anni, 2019)
- Vincitore più anziano: Cliff Thorburn (70 anni, 2018)

### Montepremi
| Edizione | Montepremi |
| -------- | ---------- |
| 2018     | £14500     |
| 2019     | £12500     |